# Венчурний фонд
Венчурний фонд (англ. Venture fund — ризикований фонд) — інвестиційний фонд, що орієнтований на роботу з інноваційними підприємствами та проєктами (так званими «стартапами»). Венчурні фонди здійснюють інвестиції в цінні папери або частки підприємств з високим або відносно високим ступенем ризику в очікуванні надзвичайно високого прибутку. Зазвичай, 70-80 % проектів не приносять віддачі, але прибуток від тих, що залишилися на 20-30 % окупає всі збитки.
Особливістю даного виду фондів є законодавчий дозвіл проводити більш ризиковану діяльність: відсутня або різко знижена необхідність диверсифікації ризиків, їм дозволено не тільки купувати корпоративні права, але і кредитувати компанії (наприклад, через купівлю векселів). Єдине, що їм заборонено, — вкладати кошти в банківську, страхову, інвестиційну галузі.
Венчурний фонд пов'язаний з роботою венчурної групи.
Прикладом міжнародної співпраці у венчурному бізнесі є презентація у грудні 2024 року у Сан-Франциско (США) нового американсько-українського венчурного фонду Oppenheimer Acceleration, який націлений на підтримку стартапів у сфері Defense Tech. Фонд був заснований і знаходиться під управлінням компанії Network.VC, яка більше 10 років активно займається венчурним інвестуванням у Кремнієвій Долині. Для першої хвилі інвестицій планується виділити $2 млн. Станом на грудень поточного року фонд майже повністю закрив прийом підтверджень від інвесторів, готових до фінансування. Офіційний старт програми відбудеться 1 січня 2025 року. 